# Constantin Daniel Rosenthal

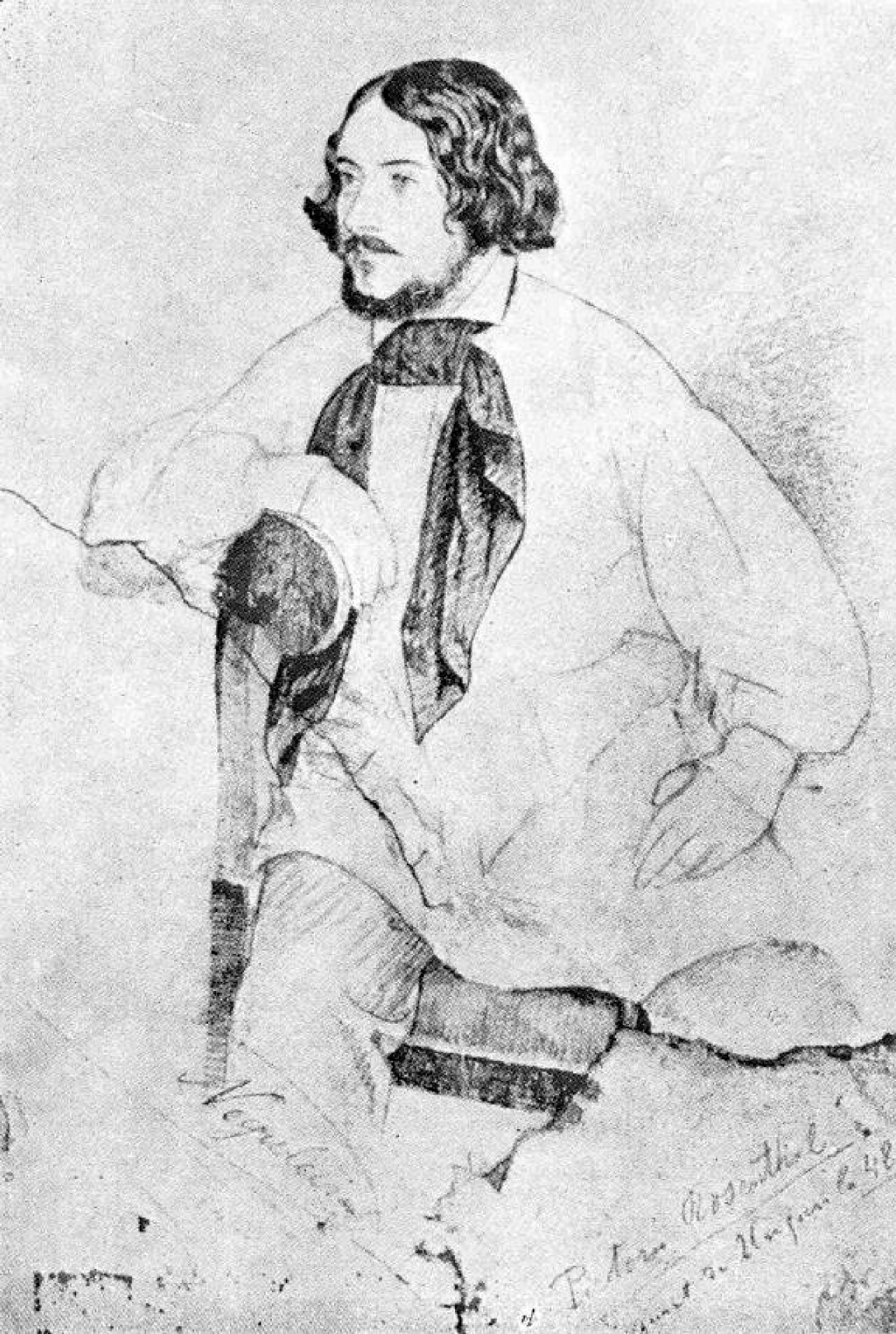
Ion Negulici: Constantin Daniel Rosenthal (um 1840)

Constantin Daniel Rosenthal (* 1820 in Pest, Kaisertum Österreich; † 23. Juli 1851 ebenda) war ein rumänischer Maler und Bildhauer österreichisch-jüdischer Abstammung und Revolutionär, der vor allem für seine Porträts und seine Auswahl romantisch-nationalistischer Motive bekannt war.

## Leben

### Frühe Jahre
Rosenthal wurde in einer jüdischen Kaufmannsfamilie in Pest geboren, verließ er die Stadt im Alter von siebzehn Jahren, um die Wiener Akademie der bildenden Künste zu besuchen, wo er archäologisches Zeichnen studierte (Abschluss 1839) und seine erste rumänische Bekanntschaft mit dem Maler Ioan D. Negulici machte. Rosenthal kam um 1842 in Bukarest, der Hauptstadt des Fürstentums Walachei, an, wo er wahrscheinlich den Auftrag erhielt, das erste einer langen Reihe von Bojarenporträts zu malen. Er wurde von Negulici in die liberal-radikalen Kreise eingeführt und kam C. A. Rosetti sehr nahe.
Unzufrieden mit seiner Ölmaltechnik reiste er Ende 1844 nach Frankreich, besuchte Kunstkurse in Paris und nahm an Treffen walachischer und moldauischer Studenten teil, die nationalistische und radikale Ideale zum Ausdruck brachten.

### Rumänische Revolution von 1848

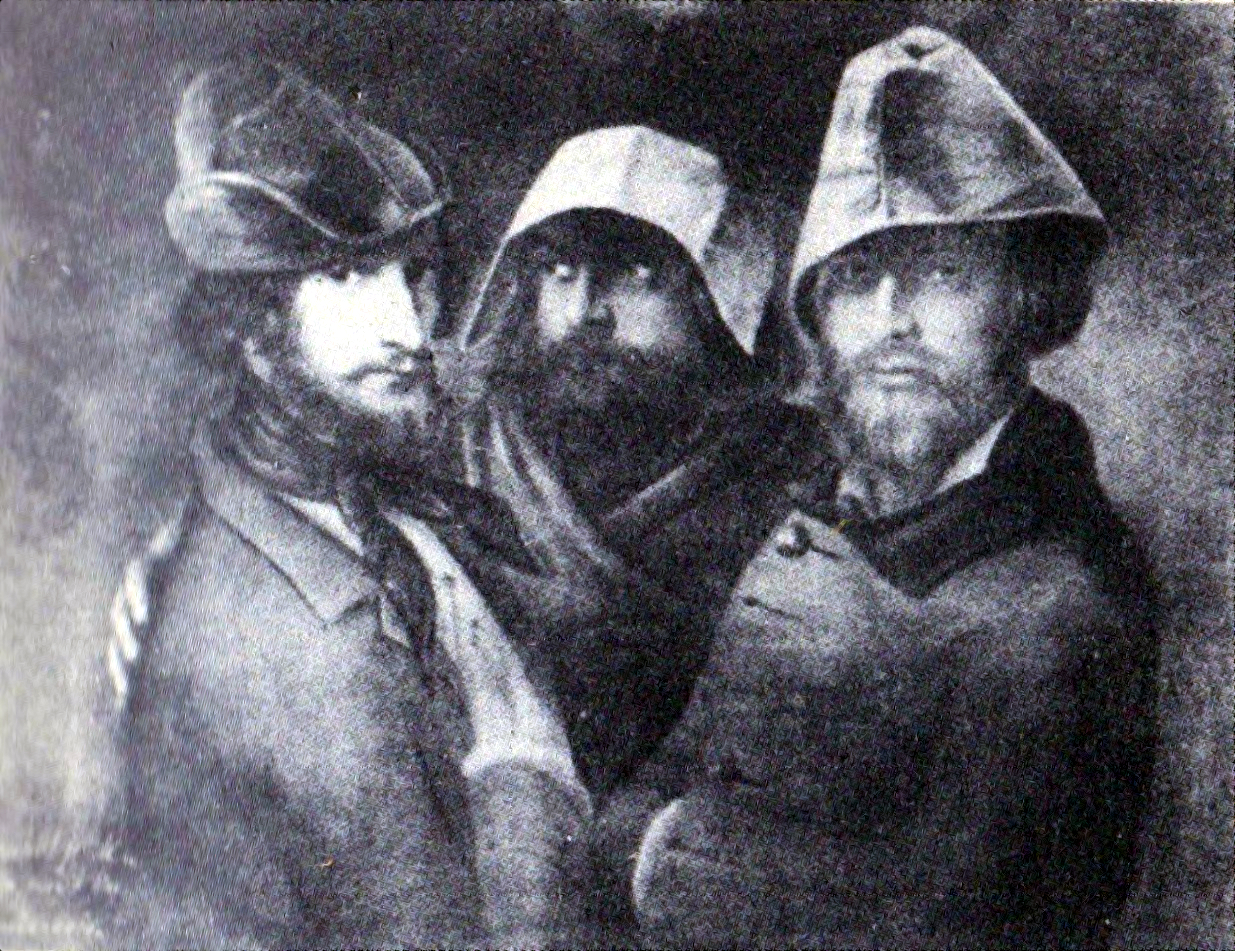
Lithographie eines Gruppenporträts von Rosenthal. Von links: Rosenthal (mit phrygischer Mütze), C. A. Rosetti und ein unbekannter Revolutionär

Der Gewinn aus seinen Werken ermöglichte ihm 1846 eine Reise nach England. Bei seiner Rückkehr nach Paris wurde er über die finanzielle Not seiner Familie informiert und reiste Anfang 1847 nach Budapest, um im Sommer nach Mehadia und dann im August nach Bukarest aufzubrechen. Rosenthal schloss sich erneut den radikalen Kreisen an, diesmal als Mitglied der Geheimgesellschaft Frăţia, die sich zu diesem Zeitpunkt als literarische Gesellschaft unter dem Vorsitz von Iancu Văcărescu tarnte, und wurde von Vasile Alecsandri beauftragt, ein Porträt der verstorbenen Elena Negri nach einer Daguerreotypie zu malen.
Bei Ausbruch der Revolution blieb Rosenthal von der ersten Repressionswelle des Fürsten Gheorghe Bibescu verschont – da er einen österreichischen Pass besaß. Am 18. Juni 1848, kurz nach der Machtübernahme der Provisorischen Regierung, beantragte Rosenthal die walachische Staatsbürgerschaft. Das Dokument, das ihm das Einbürgerungsrecht einräumte, begründete er „angesichts seines Talents und der aktiven Rolle, die er in der Revolution spielte“. In seinem Briefwechsel mit Rosetti sagte er später aus: „Ich hätte nie gedacht, dass ich so walachisch sein könnte wie jetzt.“
Die Regierung beauftragte ihn mit der Gestaltung eines Triumphbogens in Bukarest, der den Erfolg der Revolution markieren sollte, und wahrscheinlich auch einer Freiheitsstatue (letzteres Projekt ist nur in einem Aquarell von Theodor Aman, Dezrobirea Ţiganilor, zu sehen).

### Exil

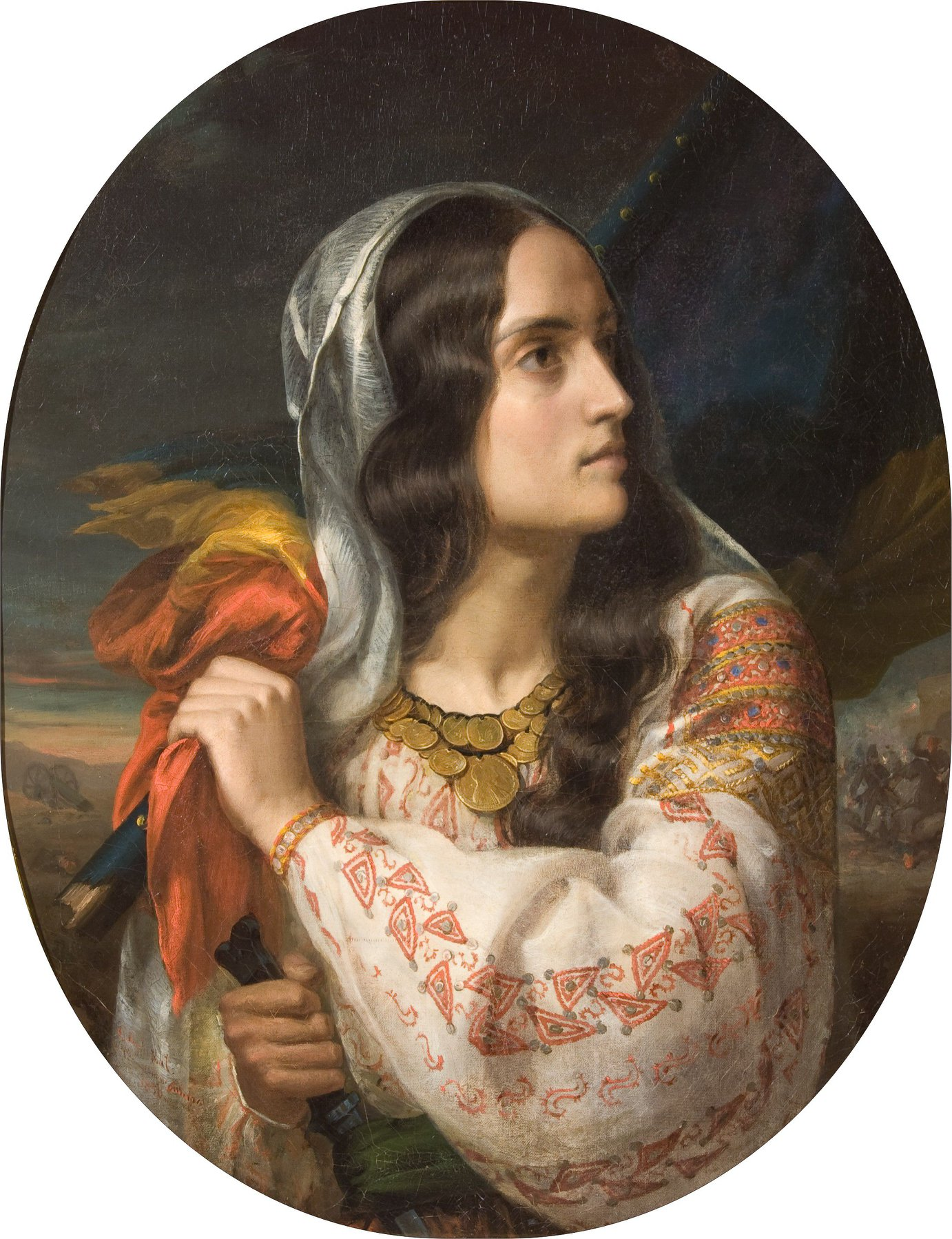
Revolutionäres Rumänien (Porträt von Maria Rosetti)

Ende September, nachdem osmanische Truppen gegen die Revolution eingegriffen hatten, wurden die meisten Radikalen verhaftet und auf kleinen Schiffen auf der Donau an verschiedene Orte ins Exil gebracht. Rosenthal machte seinen Antrag, sich ihnen anzuschließen, öffentlich, erhielt jedoch die Antwort, dass für ihn weiterhin österreichischer Schutz gelte, und obwohl er darum bat, als Walache angesehen zu werden, wurde ihm die Erlaubnis zum Einsteigen verweigert. Anschließend folgten er und Rosettis Frau Maria den Schiffen an Land von Giurgiu nach Sviniţa, wo sie den österreichischen Bürgermeister davon überzeugten, die osmanischen Wachen zu entwaffnen und die Gefangenen freizulassen.
Er kehrte nach Pest-Buda zurück, das zu dieser Zeit noch Zeuge der ungarischen Revolution war, reiste im Mai 1850 nach Paris und schloss sich anschließend rumänischen Exilanten an, um Propagandaarbeit zu leisten. Seine berühmtesten Gemälde, zwei nationale Personifikationen – România revoluţionară („Revolutionäres Rumänien“, das auch ein Porträt von Maria Rosetti war) und România rupându-şi cătuşele pe Câmpia Libertăţii („Rumänien bricht seine Ketten auf dem Feld der Freiheit ab“) –, stammen aus dieser Zeit.

### Verfolgung und Tod
Bald ohne Geld ging Rosenthal in die Schweiz und lebte Ende 1850 eine Zeit lang in Pruntrut, bevor er in den ersten Tagen des Jahres 1851 nach Freiburg und dann nach Chur ging. Bis Juli blieb er in Graz, wo er begann, einige Aufmerksamkeit zu erregen. Kritikern zufolge beschloss er, in die Walachei zurückzukehren, um die radikale Bewegung wiederzubeleben.
Sein Plan wurde von Spionen der Zweiten Französischen Republik unter Napoleon III. preisgegeben, die Rosenthals Korrespondenz in Paris lasen. Die Österreicher verhafteten den Maler während seines Aufenthalts in Pest-Buda unter Berufung auf seine „unklugen politischen Äußerungen“. Rosenthal wurde unter Druck gesetzt, seine Verbindungen preiszugeben, und weigerte sich, dem nachzukommen. Die Todesumstände lassen sich nicht belegen. Sein Leichnam wurde seiner Familie nie zurückgegeben.